# Kloster Ammensleben

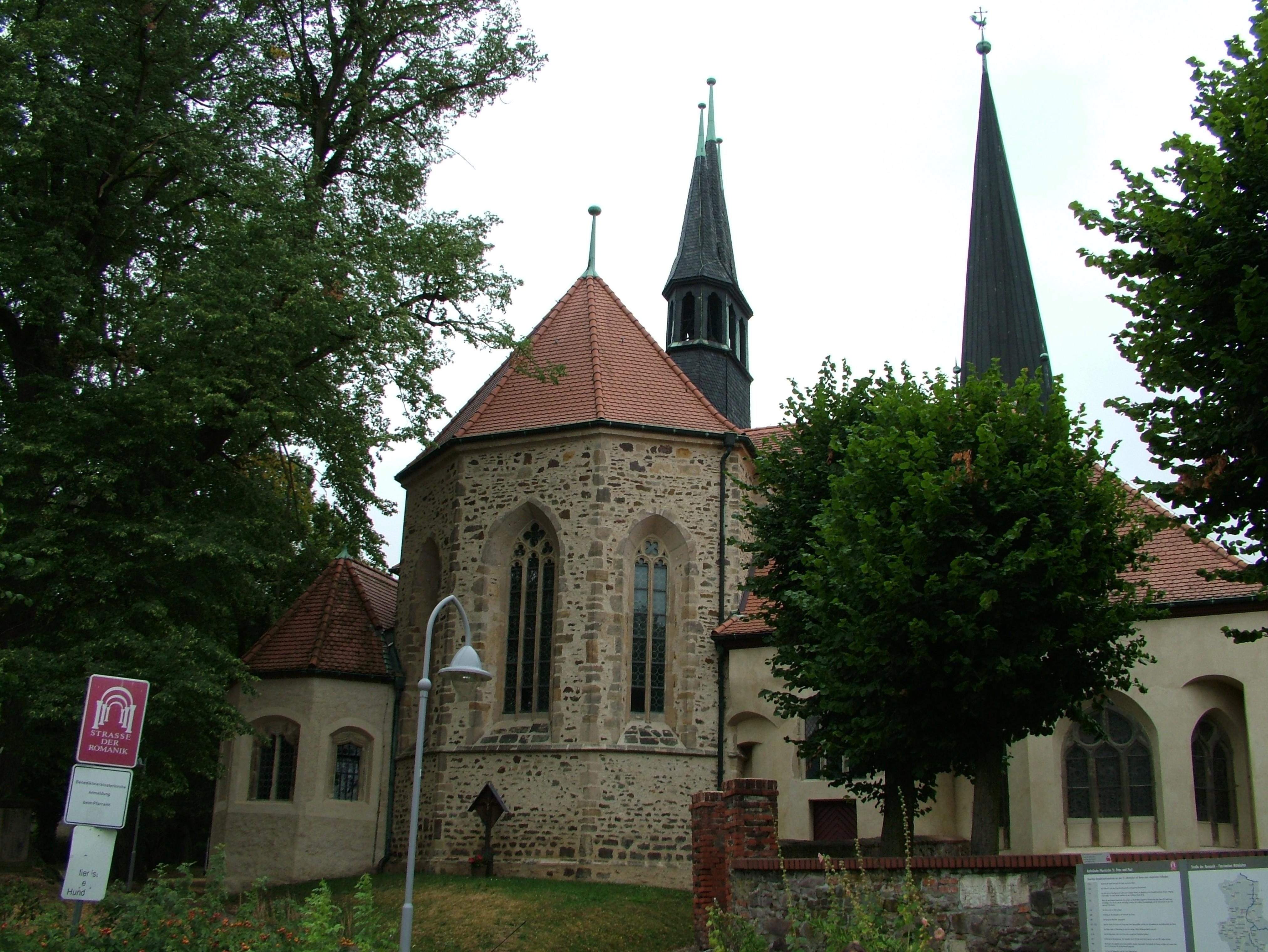
Ehemalige Abteikirche, Chor

Das Kloster Ammensleben ist eine ehemalige Benediktinerabtei in Groß Ammensleben im heutigen Sachsen-Anhalt, die 1120 als Augustiner-Chorherrenstift gegründet wurde, aber kurz darauf bereits den Benediktinern übertragen wurde. Es überstand die Reformation als katholische Einrichtung und wurde erst 1804 säkularisiert. Die ehemalige Abteikirche dient heute als katholische Pfarrkirche. Sie ist heute Teil der Straße der Romanik.

## Geschichte

### Gründungszeit
Theoderich II. von Ammensleben und seine Frau stifteten 1110 auf ihrem Besitz eine Kirche. Aus dieser entstand 1120 ein Augustinerchorherrenstift, welches Papst Honorius II. 1124 unter päpstlichen Schutz nahm. Im Jahr 1127 kam die Eigenkirche an das Erzbistum Magdeburg. Die Vogteirechte blieben bei der Stifterfamilie. Zwei Jahre später wurde das Stift in ein Benediktinerkloster umgewandelt. Die bisherigen Chorherren zogen nach Sachsen. Die ersten Mönche kamen aus der Abtei Berge in Magdeburg. Geprägt war das Kloster in der ersten Zeit von der Hirsauer Reform.

### Entwicklung im Mittelalter
Die Klosterkirche wurde 1135 geweiht und das Kloster wurde zur Abtei erhoben. Seither trug der Leiter nicht mehr den Titel eines Priors, sondern den eines Abtes. Papst Innozenz II. bestätigte das Schutzprivileg. Gleichzeitig unterstellte er es der Aufsicht des Abtei Berge. Im Süden der Ammenslebener Abteikirche wurde 1170 die Nikolauskapelle eingerichtet. Diese erste Klosterkirche fiel 1193 zu einem Großteil einem Brand zum Opfer und wurde in den folgenden Jahren wieder aufgebaut.
Nach dem Aussterben der Stifterfamilie ging die Vogtei 1208 auf die Grafen von Regenstein über. Weil die Vögte das Kloster bedrückten, kaufte Abt Mourin 1273 die Vogteirechte zurück. Um die Kaufsumme aufbringen zu können, mussten Besitzungen verkauft werden. Dies führte zum ökonomischen Abstieg des Klosters. Nach einer Phase des Niedergangs schloss sich die Abtei 1461 der Bursfelder Kongregation an. Dabei wurde Ammensleben kurzzeitig der Abtei Berge untergeordnet. Zuvor hatte sich Erzbischof Friedrich II. von Hoym, einer Auflösung der Gemeinschaft widersetzt und gilt daher als zweiter Gründer des Klosters. Im Jahr 1470 war die Reformierung des Klosterlebens so weit abgeschlossen, dass die Eigenständigkeit wiederhergestellt werden konnte.

### Frühe Neuzeit
Es begannen in der Folge bauliche Umgestaltungen. So wurde 1503 ein neuer Kreuzgang errichtet und seit 1521 wurde die Kirche teilweise gotisch umgestaltet. Als eines der wenigen Klöster der Region überstand Ammensleben den Bauernkrieg von 1525 unbeschadet. Den Versuchen des evangelischen Landesherren, die Reformation einzuführen, setzten die Mönche nach anfänglichem Zögern im 16. Jahrhundert Widerstand entgegen. Bereits seit dieser Zeit stellte das Kloster auch die Pröpste von Kloster Hamersleben.
Seit 1580 musste das Kloster auf Anweisung des Landesherren einen evangelischen Prediger beschäftigen. Auch protestantische Gottesdienste mussten abgehalten werden. Auch heute noch werden in der Kirche evangelische Gottesdienste abgehalten. Das Kloster selbst blieb katholisch. Zu Beginn des 17. Jahrhunderts gab es kleinere bauliche Veränderungen.
Während des Dreißigjährigen Krieges flohen die Mönche mehrfach vor anrückenden Truppen nach Wolfenbüttel. Obwohl katholisch, litt das Kloster insbesondere unter den kaiserlichen Truppen. Der westfälische Friede sicherte dem Kloster den Fortbestand und die katholische Konfession zu. Der Abt nahm unter den verbliebenen Klostervorstehern gegenüber dem brandenburgischen Landesherren eine Vorrangstellung ein. Im Jahr 1677 wurde Abt Placidus Meinders zum Generalvikar für die geistlichen Angelegenheiten im Fürstentum Halberstadt ernannt. Im 18. Jahrhundert war das Kloster auch zuständig für die katholischen Soldaten in Gardelegen, Salzwedel und Stendal. Im Jahr 1765 erhielt die Abteikirche eine neue Orgel und 1769 einen neuen Hochaltar.

### Seit der Säkularisation
Im Jahr 1804 wurde das Kloster säkularisiert. Die dem Kloster Ammensleben inkorporierte katholische Pfarrei blieb auch über die Säkularisation hinaus weiter bestehen, die bisherige Klosterkirche wurde katholische Pfarrkirche.
Im Laufe des 19. Jahrhunderts wurde in der Kirche eine Westempore eingebaut, während die Klostergebäude abgebrochen wurden. Von etwa 1860 an wurden durch Geistliche aus Groß Ammensleben auch in Wolmirstedt katholische Gottesdienste gehalten, wo sich eine Tochtergemeinde entwickelte und es 1865 zur Einrichtung einer Notkapelle und 1936 zum Bau der Kirche St. Josef kam.
Im Jahr 1953 wurde die Kirche in Volkseigentum überführt und 1972 durch Unwetter schwer beschädigt. Erst 1981 wurde der Turm wieder errichtet.
Seit 2000 gehört die Kirche wieder der katholischen Pfarrei. Am 1. März 2007 wurde der Gemeindeverbund „Haldensleben – Eichenbarleben – Groß Ammensleben – Weferlingen – Wolmirstedt“ (Aller-Ohre St. Christophorus) gegründet, zu dem von da an die Kirche gehörte. Damals gehörten zur Pfarrei Groß Ammensleben rund 490 Katholiken. Am 2. Mai 2010 entstand aus dem Gemeindeverbund die heutige Pfarrei „St. Christophorus“. Zu ihr gehören außer der Kirche „St. Peter und Paul“ in Groß Ammensleben auch die Kirchen „St. Johannes Baptist“ in Althaldensleben, „Heilig Kreuz“ in Calvörde, „St. Nikolaus von der Flüe“ in Colbitz, „St. Benedikt“ in Eichenbarleben, „St. Liborius“ in Haldensleben, „St. Josef und St. Theresia vom Kinde Jesu“ in Weferlingen, „St. Josef“ in Wolmirstedt sowie die Wallfahrtskapelle „St. Anna“ auf Gut Glüsig. Seit 2011 unterstützt ein Förderverein den Erhalt der Kirche.

## Kirche

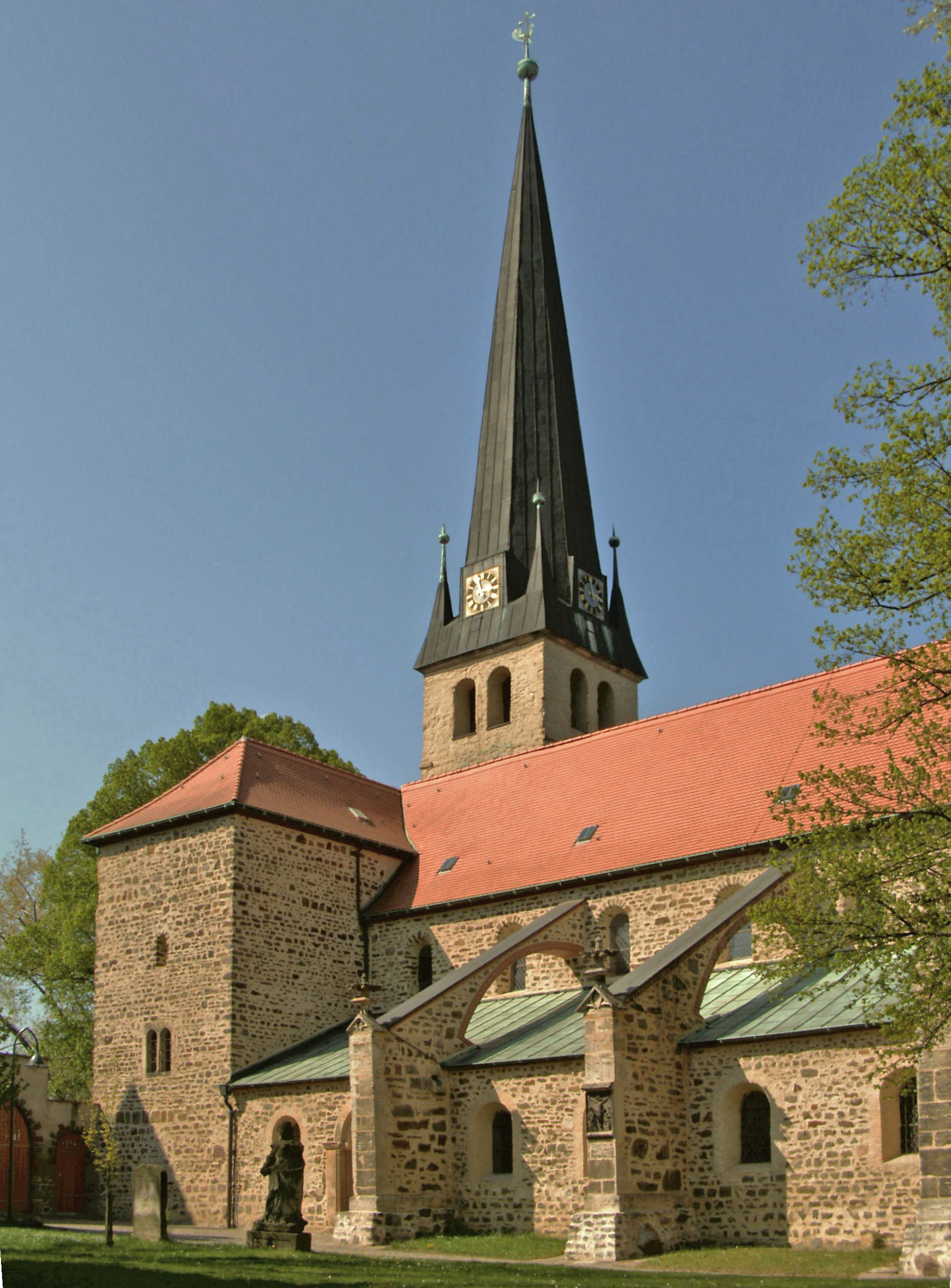
Ehemalige Abteikirche

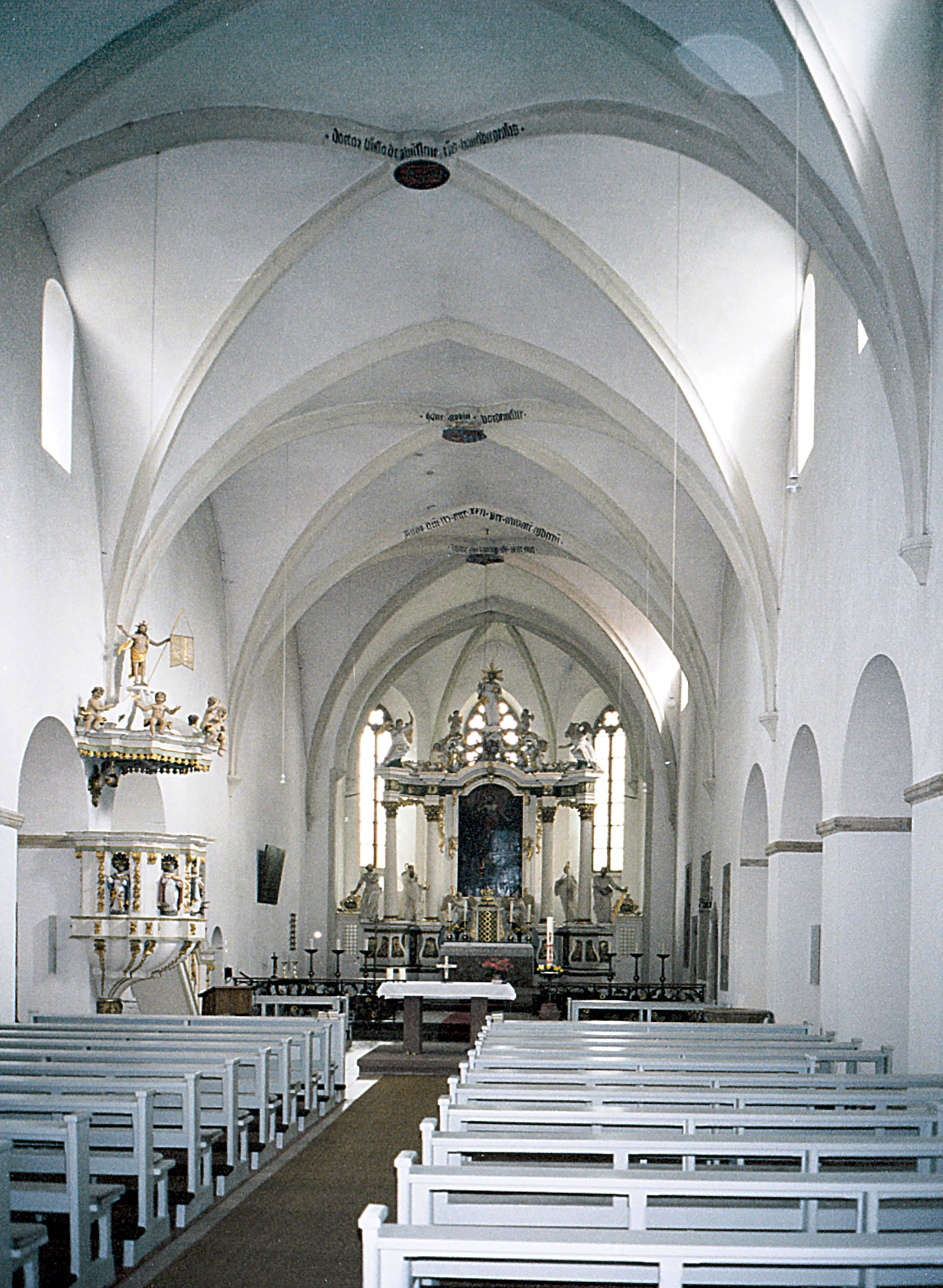
Inneres der Kirche

Der ursprüngliche Kirchenbau wurde im 12. Jahrhundert im Stil der Romanik als ursprünglich querschifflose Basilika aus Bruchsteinen erbaut. Dieser romanische, geostete Bau prägt auch heute noch das Kirchenbild. Von den anfänglich vier geplanten Türmen wurde nur der im Nordwesten fertig. Das weitgehend romanische Langhaus ist dreischiffig mit acht Jochen. Chor und Westbau dagegen wurden später verändert. Um 1170 wurde ein Säulenportal mit einem zweigeteilten Tympanon hinzugefügt. Im Jahr 1334 wurde eine Marienkapelle und wahrscheinlich im 15. Jahrhundert eine Ursulakapelle errichtet. Die bislang flach gedeckte Kirche erhielt im Zuge eines gotischen Umbaus zu Beginn des 16. Jahrhunderts teilweise ein Kreuzrippengewölbe. Den westlichen Abschluss bildeten zwei Türme.
Der Hochaltar stammt aus dem Jahr 1769. Die Kanzel aus dem Jahr 1724 stammt ursprünglich aus der Klosterkirche in Althaldensleben. Eine Memorialtumba wurde bei Grabungsarbeiten im Mittelgang der Kirche entdeckt und stammt wohl aus der Zeit um 1500. Sie soll an die Stifter erinnern. Verschiedene Grabsteine erinnern an Äbte des Klosters. So ist ein barockes Epitaph aus dem Jahr 1704 Abt Placidus Meinders gewidmet. Am 14. Mai 2017 wurde durch Bischof Gerhard Feige der Volksaltar geweiht, der ursprünglich evangelischen Gottesdiensten diente.

## Äbte
- 1140–1156 Berthold
- 1160–1163 Lubertus
- 1163–1173 Segebodo
- 1173–1190 Remboldus
- 1190–1194 Wolcmarus
- 1194–1208 Godefridus
- 1208–1226 Christianus
- 1226–1247 Caesarius
- 1247–1263 Volcwinus
- 1263–1273 Friedrich Mourin
- 1273–1281 Theodericus Lentzelini
- 1283–1286 Henricus de Hardestarp
- 1286–1300 Theodericus Poppo

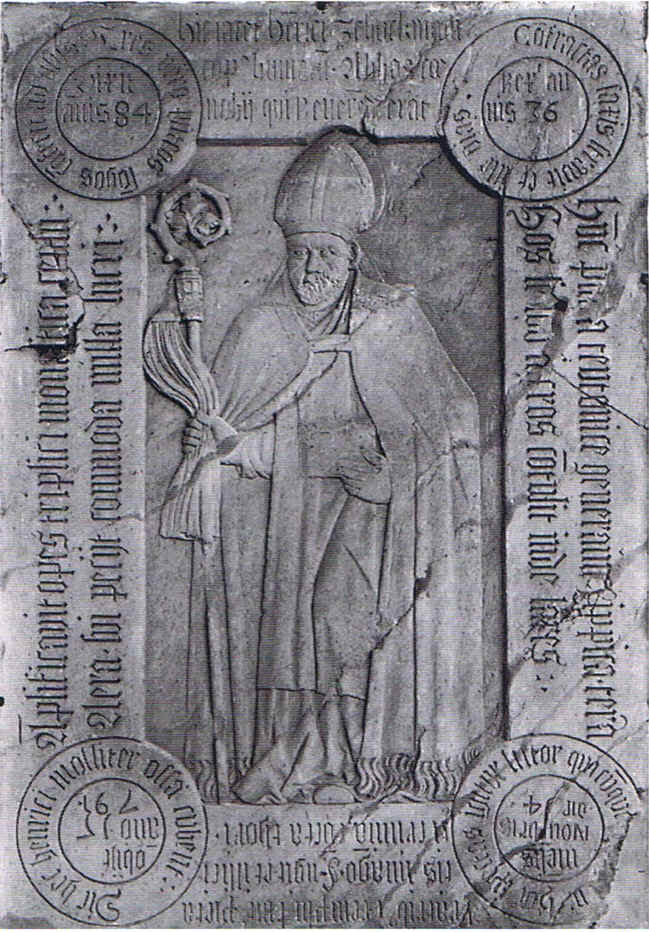
Grabplatte des Abtes Heinrich Schuckmann

- 1300–1308 Alexander de Bartelensleben
- 1308–1334 Bodo de Randow
- 1334–1346 Arnoldus Kölnen
- 1346–1355 Petrus von J.
- 1355–1372 Arnoldus II.
- 1372–1393 Henricus
- 1393–1425 Laurentius Clebe
- 1426–1447 Henricus Wullfhagen
- 1447–1449 Sebastian Kuntzen

- 1449–1461 Sedisvakanz

- 1463–1468 Theodericus
- 1468–1486 Tilmann Schöneback
- 1486–1518 Gregorius Kirchhoff
- 1518–1543 Egbertus Fischer
- 1543–1579 Henricus Schuckmann
- 1579–1580 Johannes Baumeister
- 1580–1608 Ludgerus Huffgenius
- 1608–1636 Casper Ulenberg
- 1636–1669 Johannes Torwesten
- 1669–1670 Ferdinand von Erwitte
- 1670–1704 Placidus Meinders
- 1704–1706 Benedictus Thombusch
- 1707–1724 Bonifacius Thier
- 1724–1733 Paulus Tönnies
- 1733–1741 Bonifacius Sieker
- 1741–1761 Carolus Riekes
- 1761–1765 Placidus Trier
- 1765–1771 Bonifacius Weyrather
- 1771–1773 Josephus Demeur
- 1773–1780 Placidus Schübeler
- 1780–1795 Beda Litze
- 1795–1804 Bonifacius Schoffs